# 인천서화초등학교
인천서화초등학교는 대한민국 인천광역시 미추홀구 도화동에 있는 공립 초등학교이다.

## 학교 연혁
- 2017년 3월 2일 16학급 편성, 유치원 2학급 시업식
- 2017년 2월 1일 제48회 졸업식 48명(남24명, 여24명) 졸업생 누계 13,278명
- 2016년 12월 1일 학교보건실 환경개선 사업
- 2016년 11월 8일 진로교육활성화를 위한 진로활동실 구축
- 2016년 3월 1일 제19대 박인덕 교장 취임
- 2015년 6월 26일 Wee 클래스 상담환경 구축
- 2010년 2월 23일 급식실 현대화 사업 실시
- 2010년 1월 2일 야구부 실내 연습장 준공
- 2008년 1월 4일 장애아동을 위한 본관 엘리베이터 설치
- 2006년 5월 15일 서화원(중간 정원) 완공
- 2004년 9월 24일 보육원(어린이집) 개원식
- 2003년 10월 29일 디지털도서관 e-꿈동산 개관
- 1994년 3월 1일 38학급 편성(대화국민학교로 분리)
- 1987년 3월 5일 병설유치원 개설 인가(1학급)
- 1970년 2월 12일 제1회 졸업식(150명)
- 1967년 3월 2일 초대 정항시 교장 취임
- 1967년 3월 2일 8학급 인천서화초등학교 개교
- 1966년 12월 26일 설립인가

## 참고 자료
- 인천서화초등학교 - 한국교육학술정보원 학교알리미